# ATS D5
La ATS D5 fu una vettura di Formula 1 impiegata dalla scuderia tedesca nelle stagioni 1981 e 1982. Disegnata da Hervé Guilpin e Tim Wadrop era in monoscocca d'alluminio e spinta dal tradizionale propulsore Ford Cosworth DFV.

## Le stagioni

### 1981

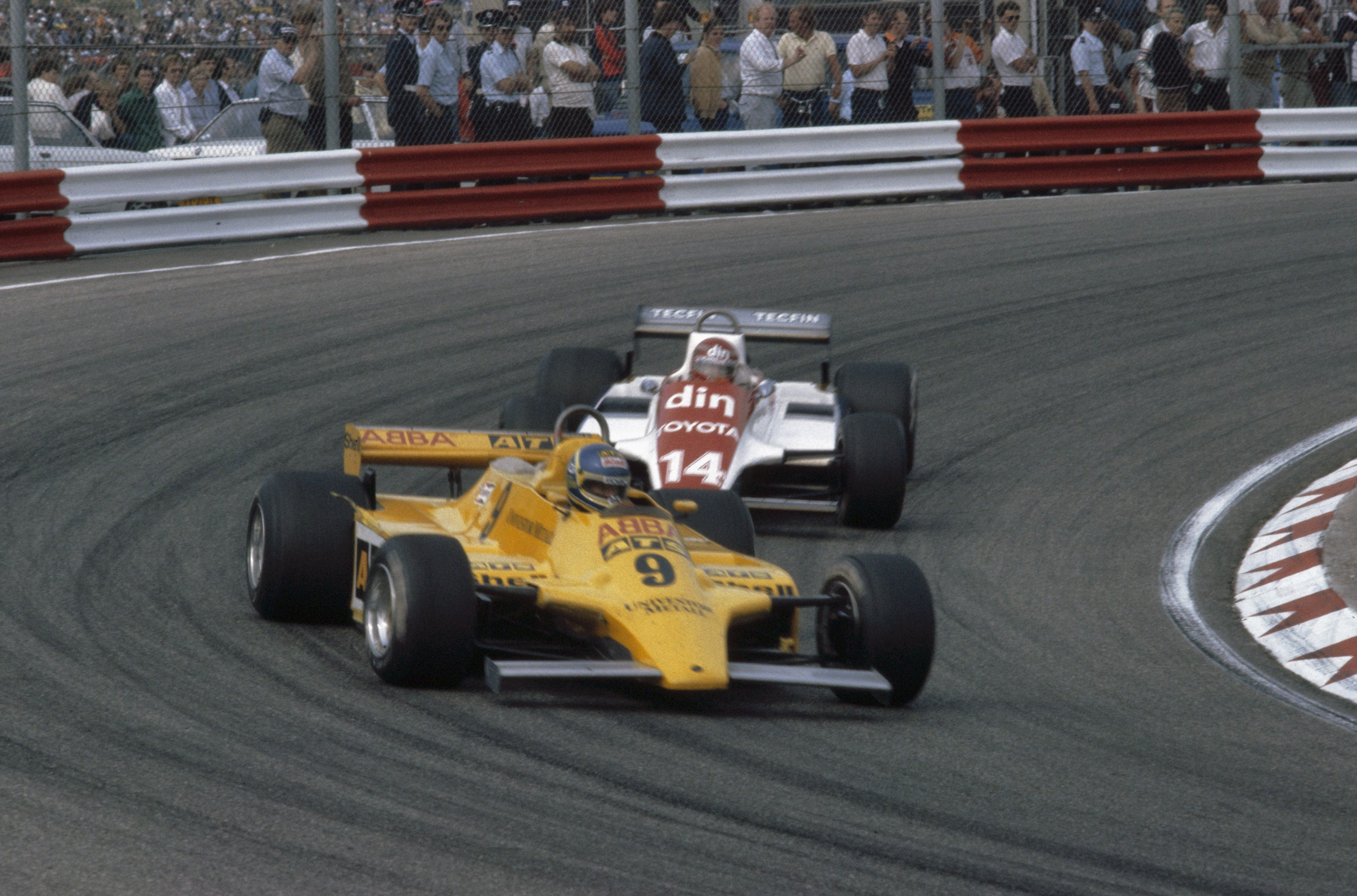
La D5 di Borgudd al Gran Premio d'Olanda 1981

Il suo esordio avvenne nel Gran Premio del Belgio 1981, ma al suo volante Slim Borgudd non riuscì a qualificarsi per la gara. Inizialmente la vettura era equipaggiata con pneumatici Michelin, successivamente vennero montati più performanti coperture Avon. Al Gran Premio di Gran Bretagna Borgudd concluse sesto dopo essersi qualificato ventunesimo, favorito anche da numerosi ritiri, in quello che fu l'unico arrivo a punti stagionale del team nonché l'unico punto ottenuto dallo svedese nella sua carriera.

### 1982
Nel 1982 si passò a coperture Goodyear e il team utilizzò per l'intera stagione due vetture affidate a Manfred Winkelhock e a Eliseo Salazar. La D5 conquistò due quinti posti con Winkelhock in Brasile e Eliseo Salazar a Imola, in una gara che fu segnata dal boicottaggio dei team britannici affiliati alla FOCA. Winkelhock fu anche capace di partire dal quinto posto al Gran Premio degli Stati Uniti Est. La stagione è stata segnata da vari ritiri causati da problemi di affidabilità meccanica.

## Risultati completi
| Anno | Team     | Motore            | Gomme | Piloti  |  |  |  |  |    |     |    |    |   |     |     |    |     |     |    | Punti | Pos. |
| ---- | -------- | ----------------- | ----- | ------- |  |  |  |  | -- | --- | -- | -- | - | --- | --- | -- | --- | --- | -- | ----- | ---- |
| 1981 | Team ATS | Ford Cosworth DFV | M A   | Borgudd |  |  |  |  | NQ | NPQ | NQ | NQ | 6 | Rit | Rit | 10 | Rit | Rit | NQ | 1     | 13º  |

| Anno | Team     | Motore            | Gomme | Piloti     |    |     |     |    |     |     |     |     |    |    |     |     |     |     |    |    | Punti | Pos. |
| ---- | -------- | ----------------- | ----- | ---------- | -- | --- | --- | -- | --- | --- | --- | --- | -- | -- | --- | --- | --- | --- | -- | -- | ----- | ---- |
| 1982 | Team ATS | Ford Cosworth DFV | G     | Winkelhock | 10 | 5   | Rit | SQ | Rit | Rit | Rit | NQ  | 12 | NQ | 11  | Rit | Rit | Rit | NQ | NC | 4     | 12º  |
| 1982 | Team ATS | Ford Cosworth DFV | G     | Salazar    | 9  | Rit | Rit | 5  | Rit | Rit | Rit | Rit | 13 | NQ | Rit | Rit | NQ  | 14  | 9  | NQ | 4     | 12º  |

| Legenda | 1º posto     | 2º posto | 3º posto    | A punti         | Senza punti/Non class.  | Grassetto – Pole position Corsivo – Giro più veloce |
| Legenda | Squalificato | Ritirato | Non partito | Non qualificato | Solo prove/Terzo pilota | Grassetto – Pole position Corsivo – Giro più veloce |